# Eupithecia incurvaria
Eupitecia incurvaria es una especie de polilla de la familia Geometridae. La especie fue descrita por primera vez por George Hampson en 1895 y se puede encontrar en Asia paleártica.